# John Bond
John Bond (Dedham, 17 dicembre 1932 – Manchester, 25 settembre 2012) è stato un calciatore e allenatore di calcio britannico, di ruolo difensore.

## Caratteristiche tecniche

### Giocatore
Giocava come terzino destro.

## Carriera

### Giocatore
Gioca a livello giovanile nel Colchester Casuals per poi passare nel 1950 al West Ham Utd, club della seconda divisione inglese, dove rimane per complessive 16 stagioni consecutive, le prime 8 delle quali in seconda divisione e le ultime 8, in seguito alla vittoria della Second Division 1957-1958, in prima divisione. Negli ultimi anni di carriera vince anche una FA Cup, una FA Charity Shield ed una Coppa delle Coppe. In 16 stagioni (l'ultima delle quali ai margini della rosa e senza partite ufficiali giocate a causa di un infortunio all'inguine) gioca in totale 381 partite di campionato e segna 31 gol.
Dal gennaio del 1966 al termine della stagione 1968-1969 gioca invece nel Torquay Utd, nella terza divisione inglese, categoria nella quale nell'arco di 3 stagioni e mezzo colleziona complessivamente 130 presenze e 12 reti.

### Allenatore
Inizia la carriera da allenatore trascorrendo la stagione 1969-1970 al Gillingham come vice. Nell'estate del 1970 viene ingaggiato dal Bournemouth, club di quarta divisione, con cui nella sua prima stagione da allenatore conquista un secondo posto in campionato, con conseguente promozione in terza divisione, categoria nella quale l'anno seguente conquista, da neopromosso, un terzo posto in classifica, seguito da un settimo posto nella stagione 1972-1973; lascia il club il 27 novembre 1973, per trasferirsi il giorno seguente al Norwich City in prima divisione.
Il suo primo campionato da allenatore di massima serie si conclude con un ventiduesimo (ed ultimo) posto in classifica e conseguente retrocessione in seconda divisione, categoria nella quale viene comunque riconfermato per la stagione 1974-1975, nella quale i Canaries arrivano terzi in classifica ritornando dopo un solo anno in prima divisione, oltre a giocare (e perdere, contro l'Aston Villa) la finale di Coppa di Lega. Bond allena il Norwich City anche per le successive 5 stagioni, tutte chiuse con piazzamenti a metà classifica nella prima divisione inglese (un decimo posto de neopromossi, seguito da un dodicesimo, un tredicesimo e due sedicesimi posti in classifica nell'arco dei 4 anni seguenti). Viene inizialmente riconfermato anche per la stagione 1980-1981, ma il 1º ottobre 1980 si dimette dall'incarico per trasferirsi il giorno seguente al Manchester City, con cui conclude la stagione con un decimo posto in campionato (oltre che con una semifinale in Coppa di Lega e con una finale persa in FA Cup, contro il Tottenham), seguito da un dodicesimo posto nell'annata seguente. Viene poi riconfermato anche per la stagione 1982-1983, salvo poi venire esonerato dall'incarico il 3 febbraio 1983.
Nell'estate del 1983 Bond scende di categoria, accasandosi in terza divisione al Burnley, appena retrocesso, con l'obiettivo di ottenere la promozione in seconda divisione; in seguito al dodicesimo posto in classifica ottenuto dalla squadra, a fine campionato viene però esonerato. Il 16 dicembre 1984 scende ulteriormente di categoria, passando allo Swansea City in quarta divisione: il club, reduce da tre retrocessioni consecutive dalla prima alla quarta serie in 3 anni, si trovava nei bassifondi della classifica, e, con Bond, riesce ad ottenere la salvezza. L'allenatore viene riconfermato anche per la stagione 1984-1985, venendo però esonerato il 20 dicembre 1985 con la squadra che si trovava nuovamente ai margini della zona retrocessione. Dopo poche settimane, il 22 gennaio 1986, torna ad allenare al Birmingham City, con cui arriva penultimo in classifica, venendo poi esonerato il 27 maggio 1987, dopo aver terminato il campionato di Second Division al diciannovesimo posto in classifica, l'ultimo utile per evitare la seconda retrocessione in 2 anni.
Bond rimane poi inattivo fino all'inizio della stagione 1990-1991, quando diventa vice di Asa Hartford allo Shrewsbury Town, in terza divisione; il 17 gennaio 1991, in seguito all'esonero di Hartford, Bond viene promosso come allenatore della squadra, evitando la retrocessione in quarta divisione, che avviene però al termine della stagione 1992-1993, al termine della quale l'allenatore lascia il club.

## Palmarès

### Giocatore

#### Competizioni nazionali
- Coppa d'Inghilterra: 1

West Ham: 1963-1964
- Community Shield: 1

West Ham: 1964
- Campionato inglese di seconda divisione: 1

West Ham: Second Division 1957-1958

#### Competizioni internazionali
- Coppa delle Coppe: 1

West Ham: 1964-1965